# Ричфорд (Нью-Йорк)
Ричфорд (англ. Richford) — місто (англ. town) в США, в окрузі Тайога штату Нью-Йорк. Населення — 1043 особи (2020).

## Демографія
Згідно з переписом 2010 року, у місті мешкали 1172 особи в 472 домогосподарствах у складі 326 родин. Було 563 помешкання
Расовий склад населення:
| - 98,0 % — білих - 0,4 % — чорних або афроамериканців - 0,2 % — азіатів - 0,1 % — корінних американців |

До двох чи більше рас належало 1,3 %. Частка іспаномовних становила 0,3 % від усіх жителів.
За віковим діапазоном населення розподілялося таким чином: 22,2 % — особи молодші 18 років, 67,2 % — особи у віці 18—64 років, 10,6 % — особи у віці 65 років та старші. Медіана віку мешканця становила 42,7 року. На 100 осіб жіночої статі у місті припадало 104,5 чоловіків;  на 100 жінок у віці від 18 років та старших — 106,3 чоловіків також старших 18 років.
Середній дохід на одне домашнє господарство  становив 56 886 доларів США (медіана — 50 313), а середній дохід на одну сім'ю — 65 323 долари (медіана — 58 839). Медіана доходів становила 50 990 доларів для чоловіків та 35 500 доларів для жінок. За межею бідності перебувало 12,0 % осіб, у тому числі 17,2 % дітей у віці до 18 років та 2,2 % осіб у віці 65 років та старших.
Цивільне працевлаштоване населення становило 480 осіб. Основні галузі зайнятості: освіта, охорона здоров'я та соціальна допомога — 28,5 %, виробництво — 15,0 %, мистецтво, розваги та відпочинок — 13,5 %, роздрібна торгівля — 12,9 %.

## Персоналії
- Джон Девісон Рокфеллер (1839-1937) — американський підприємець та благодійник.